# Leichtathletik-Europameisterschaften 2018/Dreisprung der Frauen

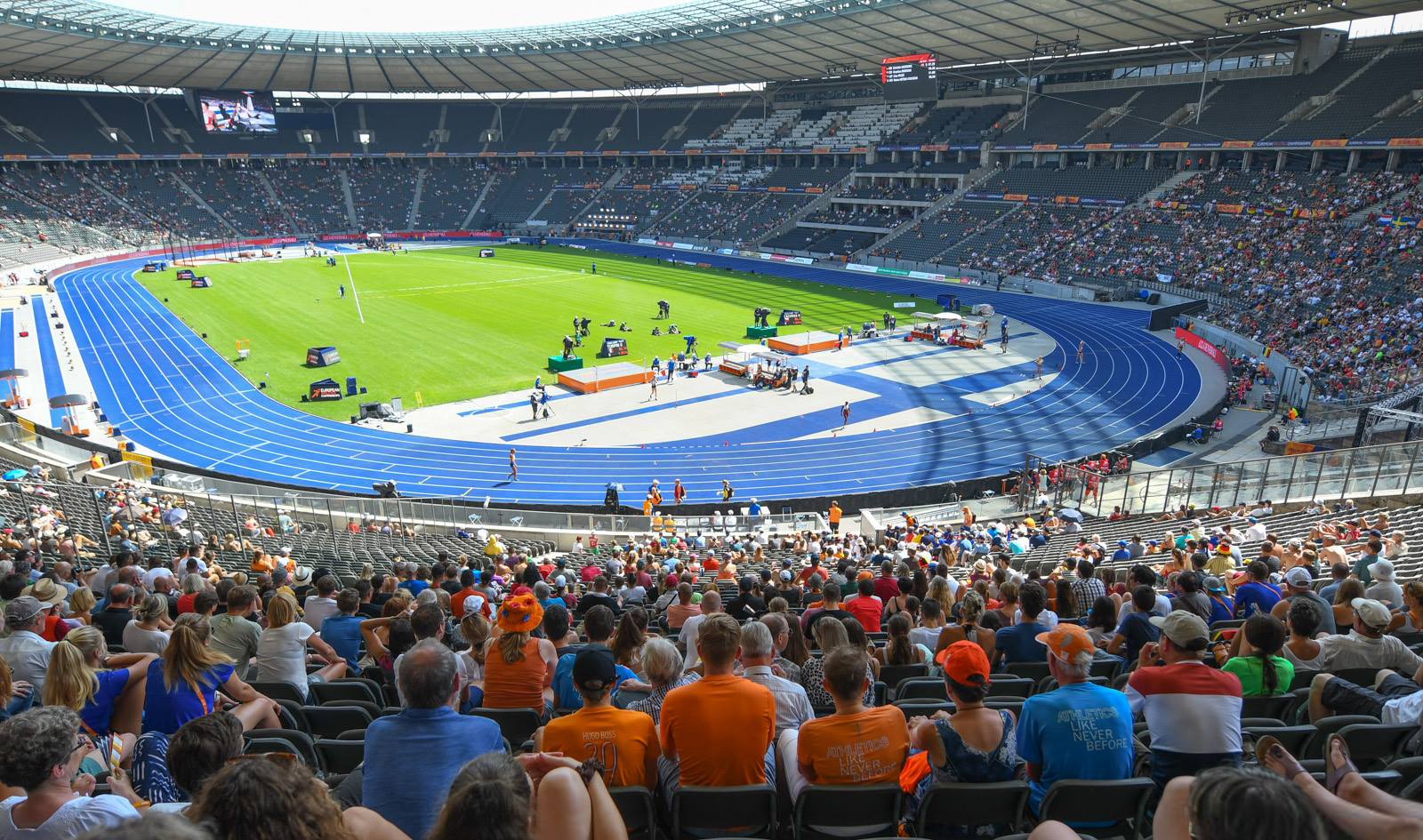
Das Berliner Olympiastadion am 9. August 2018

Der Dreisprung der Frauen bei den Leichtathletik-Europameisterschaften 2018 fand am 8. und 11. August im Olympiastadion in der deutschen Hauptstadt Berlin statt.
Die Griechin Paraskevi Papachristou wurde Europameisterin. Sie siegte vor der Deutschen Kristin Gierisch. Die Spanierin Ana Peleteiro gewann die Bronzemedaille.

## Rekorde
| Weltrekord           | 15,50 m | Inessa Krawez    | WM Göteborg, Schweden | 10. August 1995 |
| Europarekord         | 15,50 m | Inessa Krawez    | WM Göteborg, Schweden | 10. August 1995 |
| Meisterschaftsrekord | 15,15 m | Tatjana Lebedewa | EM Göteborg, Schweden | 9. August 2006  |

Der bestehende EM-Rekord wurde bei diesen Europameisterschaften nicht erreicht. Die größte Weite erzielte de griechische Europameister Paraskevi Papachristou im zweiten Versuch des Finales mit 14,60 m bei einem Gegenwind von 0,1 m/s, womit sie 55 Zentimeter unter dem Rekord blieb. Zum Welt- und Europarekord fehlten ihr neunzig Zentimeter.

## Windbedingungen
In den folgenden Ergebnisübersichten sind die Windbedingungen zu den einzelnen Sprüngen benannt. Der erlaubte Grenzwert liegt bei zwei Metern pro Sekunde. Bei stärkerer Windunterstützung wird die Weite für den Wettkampf gewertet, findet jedoch keinen Eingang in Rekord- und Bestenlisten.

## Legende
Kurze Übersicht zur Bedeutung der Symbolik – so üblicherweise auch in sonstigen Veröffentlichungen verwendet:
| PB    | Persönliche Bestleistung       |
| SB    | Persönliche Jahresbestleistung |
| NU23R | Nationaler U23-Rekord          |
| e     | egalisiert                     |
| NM    | keine Weite (no mark)          |
| ogV   | ohne gültigen Versuch          |
| –     | verzichtet                     |
| x     | ungültig                       |

## Qualifikation
8. August 2018, 11:05 Uhr MESZ
29 Wettbewerberinnen traten in zwei Gruppen zur Qualifikationsrunde an. Zwölf von ihnen (hellblau unterlegt) übertrafen die Qualifikationsweite für den direkten Finaleinzug von 14,05 m. Damit war die Mindestzahl von zwölf Finalteilnehmerinnen exakt erreicht, das Finalfeld musste nicht weiter aufgefüllt werden.

### Gruppe A

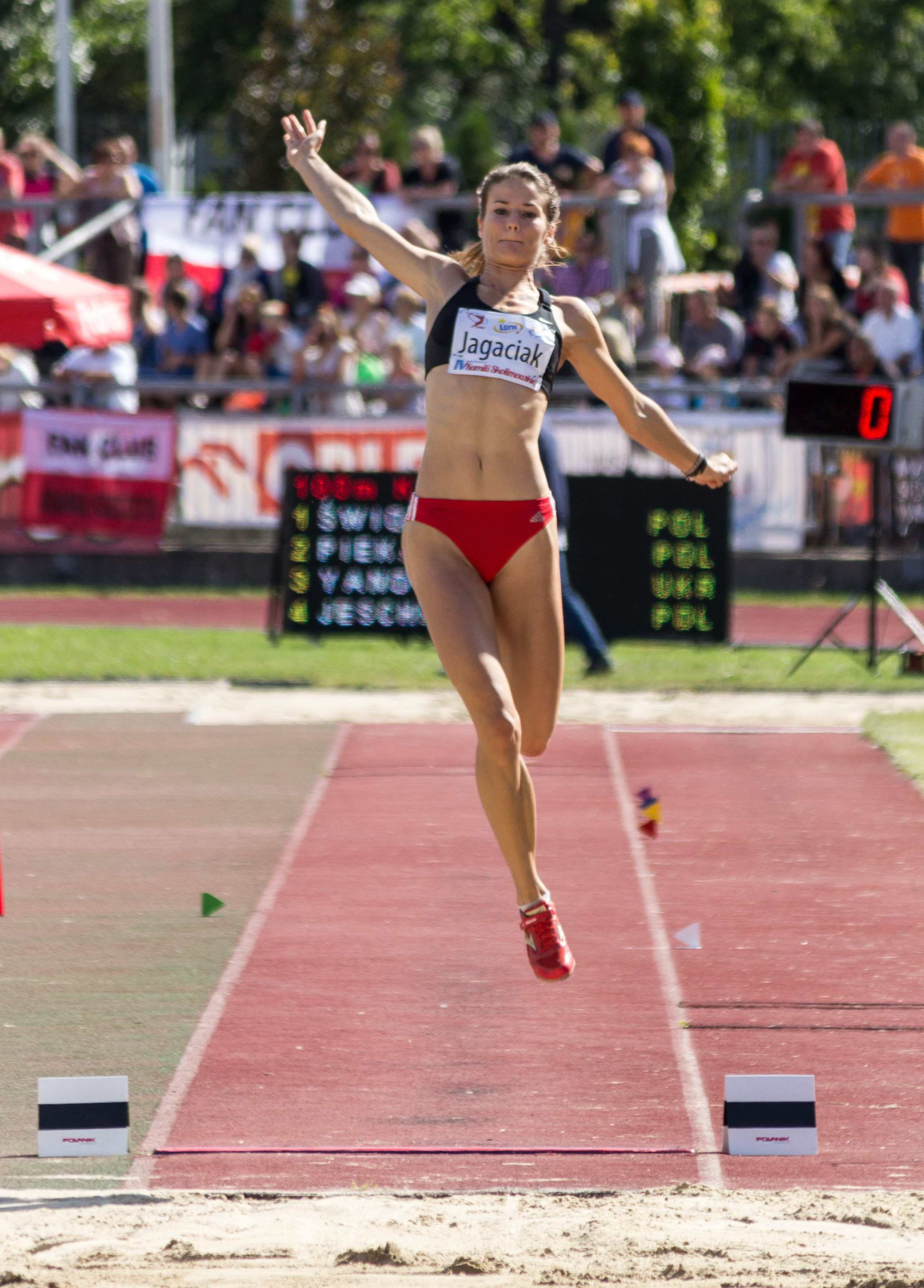
Anna Jagaciak-Michalska reichten ihre 14,01 m nicht für die Finalteilnahme
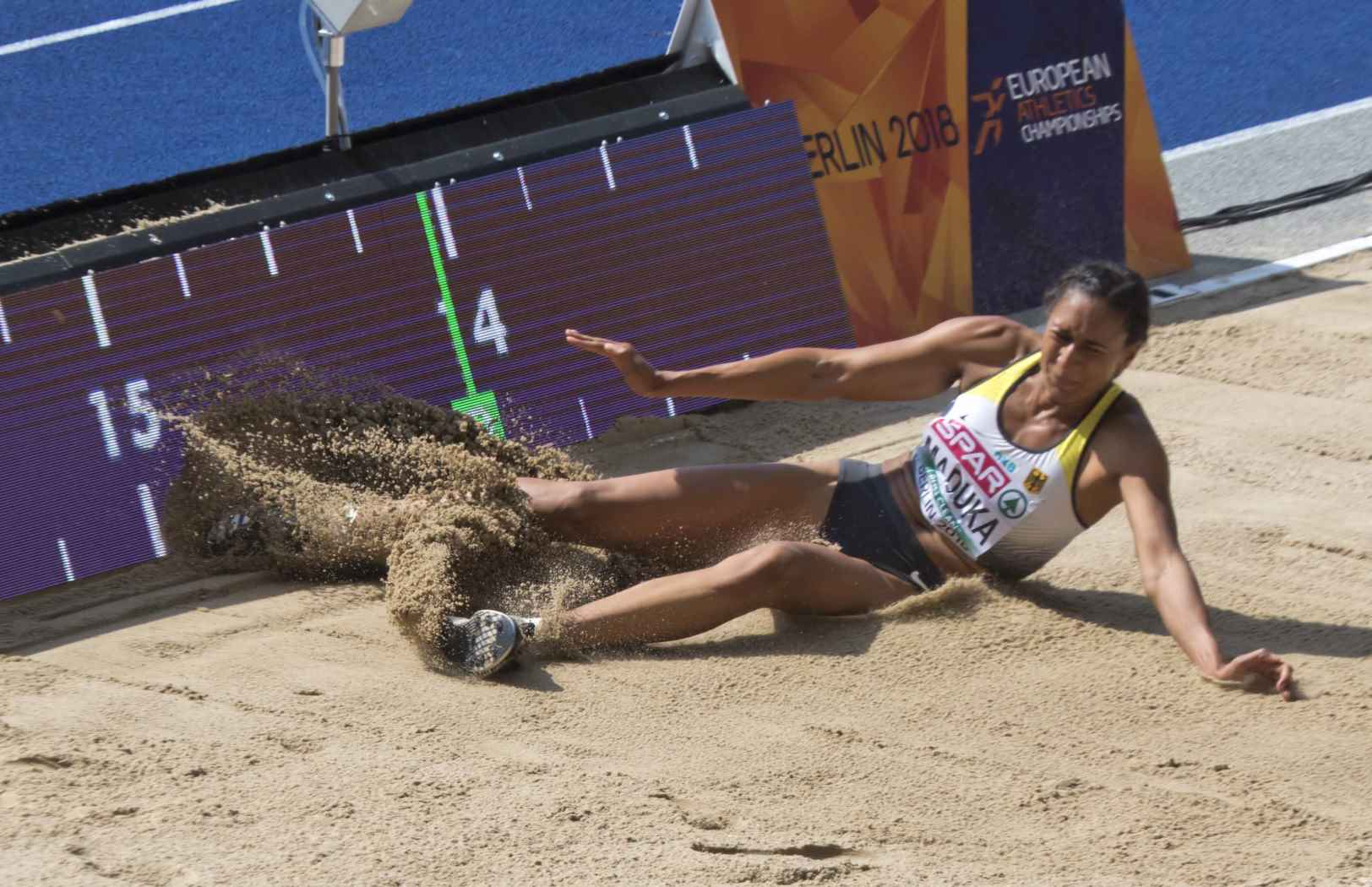
Jessie Maduka schied mit 13,94 m in der Qualifikation aus

| Platz | Name                    | Nation       | 1. Versuch (m) Wind (m/s) | 2. Versuch (m) Wind (m/s) | 3. Versuch (m) Wind (m/s) | Resultat (m) |
| 01    | Paraskevi Papachristou  | Griechenland | 14,49 / −3,0              | –                         | –                         | 14,49        |
| 02    | Hanna Knjasjewa-Minenko | Israel       | 13,91 / +0,2              | 0x00 / +0,8               | 14,41 / −0,9              | 14,41 SB     |
| 03    | Neele Eckhardt          | Deutschland  | 14,33 / −0,4              | –                         | –                         | 14,33 SB     |
| 04    | Jeanine Assani-Issouf   | Frankreich   | 13,20 / −0,6              | 14,30 / +0,2              | –                         | 14,30        |
| 05    | Ana Peleteiro           | Spanien      | 14,27 / −0,9              | –                         | –                         | 14,27        |
| 06    | Kristiina Mäkelä        | Finnland     | 14,24 / −0,7              | –                         | –                         | 14,24        |
| 07    | Susana Costa            | Portugal     | 13,80 / +0,3              | 14,17 / −1,5              | –                         | 14,17 SB     |
| 08    | Gabriela Petrowa        | Bulgarien    | 14,05 / −0,9              | –                         | –                         | 14,05        |
| 09    | Anna Jagaciak-Michalska | Polen        | 11,34 / −0,1              | 13,87 / −0,8              | 14,01 / −1,4              | 14,01        |
| 10    | Jessie Maduka           | Deutschland  | 0x00 / +1,2               | 0x00 / +1,2               | 13,94 / +1,2              | 13,94        |
| 11    | Anna Krassuzka          | Ukraine      | 13,88 / −1,0              | 13,74 / −0,3              | 13,41 / −0,1              | 13,88        |
| 12    | Lecabela Quaresma       | Portugal     | 0x00 / −1,7               | 13,71 / +0,9              | 13,87 / ±0,0              | 13,87        |
| 13    | Wijaleta Skwarzowa      | Belarus      | 13,82 / +0,5              | 0x00 / +0,3               | 13,36 / −0,4              | 13,82        |
| 14    | Merilyn Uudmäe          | Estland      | 13,24 / −1,7              | 0x00 / −1,0               | 13,74 / +1,3              | 13,74        |
| NM    | Ottavia Cestonaro       | Italien      | 0x00 / −1,2               | 0x00 / −0,8               | 0x00 / +0,1               | 0ogV         |

### Gruppe B

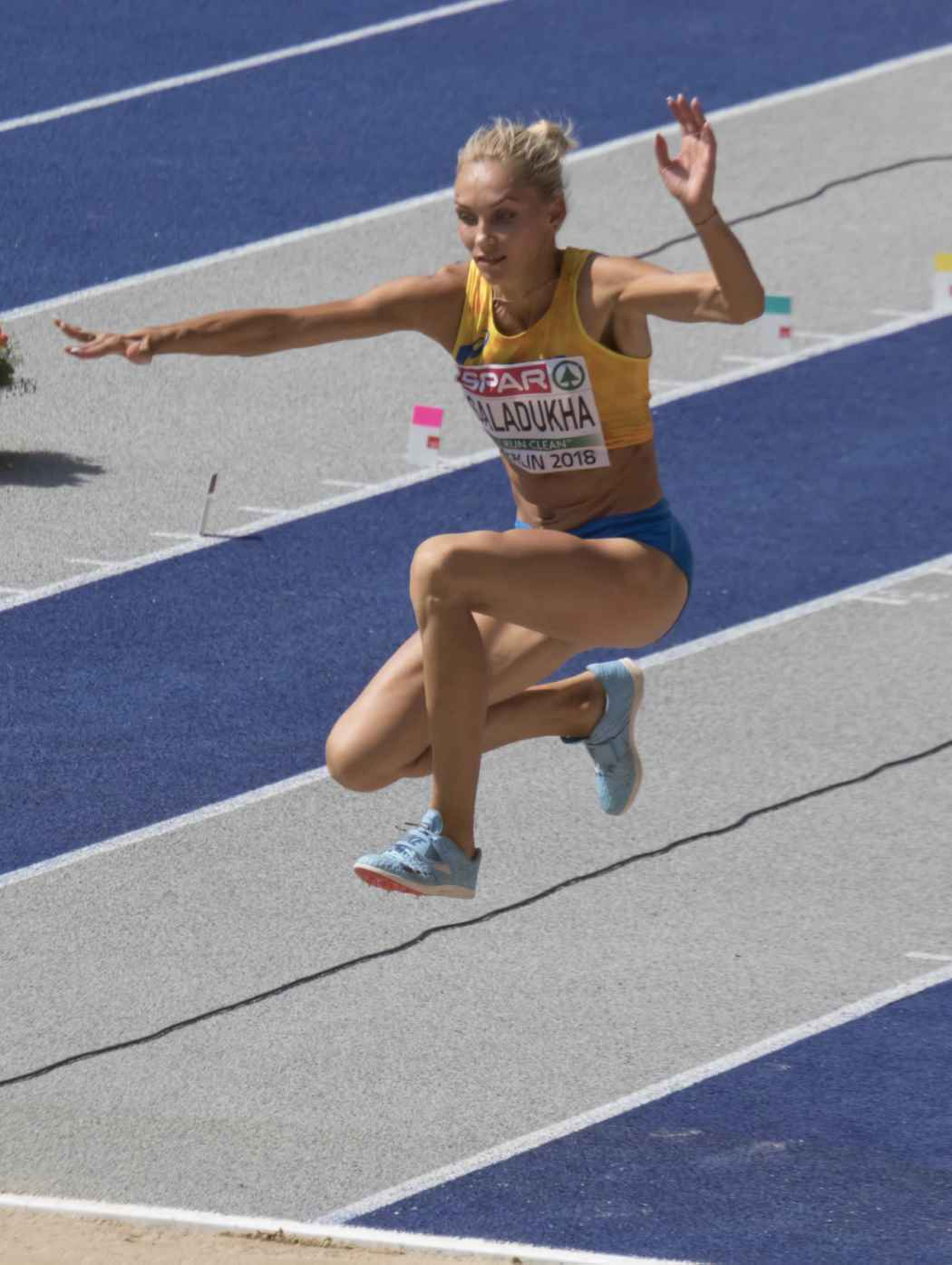
Olha Saladucha erzielte 14,04 m, was nicht für den Finaleinzug ausreichte

| Platz | Name                  | Nation                      | 1. Versuch (m) Wind (m/s) | 2. Versuch (m) Wind (m/s) | 3. Versuch (m) Wind (m/s) | Resultat (m) |
| 01    | Rouguy Diallo         | Frankreich                  | 14,31 / −0,1              | –                         | –                         | 14,31 SB     |
| 01    | Kristin Gierisch      | Deutschland                 | 0x00 / −0,1               | 14,31 / +1,1              | –                         | 14,31        |
| 03    | Elena Panțuroiu       | Rumänien                    | 13,93 / −1,0              | 0x00 / +0,6               | 14,20 / −1,9              | 14,20        |
| 04    | Naomi Ogbeta          | Großbritannien              | 13,64 / −1,0              | 13,83 / −0,6              | 14,15 / −1,6              | 14,15 NU23R  |
| 05    | Olha Saladucha        | Ukraine                     | 13,85 / +0,2              | 0x00 / −0,5               | 14,04 / −1,1              | 14,04        |
| 06    | Patrícia Mamona       | Portugal                    | 12,64 / −1,3              | 13,81 / −0,8              | 13,92 / +0,3              | 13,92        |
| 07    | Iryna Waskouskaja     | Belarus                     | 13,10 / +0,8              | 0x00 / +0,4               | 13,90 / −1,2              | 13,90        |
| 08    | Patricia Sarrapio     | Spanien                     | 13,87 / +0,3              | 0x00 / +1,8               | 13,60 / +1,7              | 13,87        |
| 09    | Tähti Alver           | Estland                     | 13,09 / +0,7              | 13,66 / −0,9              | 13,76 / −0,2              | 13,76        |
| 10    | Dovilė Dzindzaletaitė | Litauen                     | 13,39 / ±0,0              | 13,75 / −0,6              | 13,33 / +0,4              | 13,75        |
| 11    | María Vicente         | Spanien                     | 0x00 / −0,9               | 0x00 / −0,9               | 13,50 / −1,2              | 13,50        |
| 12    | Alexandra Natschewa   | Bulgarien                   | 13,39 / −0,7              | 13,33 / −2,0              | 13,34 / +1,3              | 13,39        |
| 13    | Anna Krylowa          | Authorised Neutral Athletes | 13,05 / +0,8              | 12,86 / −0,6              | 13,05 / +0,5              | 13,05        |
| NM    | Dariya Derkach        | Italien                     | 0x00 / −0,8               | 0x00 / −0,9               | 0x00 / +0,3               | 0ogV         |

## Finale
9. August 2018, 20:07 Uhr MESZ
| Platz | Name                    | Nation         | 1. Versuch (m) Wind (m/s) | 2. Versuch (m) Wind (m/s) | 3. Versuch (m) Wind (m/s) | 4. Versuch (m) Wind (m/s)                     | 5. Versuch (m) Wind (m/s)                     | 6. Versuch (m) Wind (m/s)                     | Resultat (m) |
|       | Paraskevi Papachristou  | Griechenland   | 0x00 / +0,2               | 14,60 / −0,1              | 0x00 / ±0,0               | 0x00 / +0,7                                   | 0x00 / −0,2                                   | 14,32 / +0,1                                  | 14,60 SBe    |
|       | Kristin Gierisch        | Deutschland    | 14,45 / −0,5              | 13,93 / +0,2              | 13,24 / +0,3              | 14,39 / +0,4                                  | 14,34 / +0,2                                  | 14,23 / +0,1                                  | 14,45 PB     |
|       | Ana Peleteiro           | Spanien        | 14,42 / −0,2              | 14,33 / +0,1              | 14,12 / −0,1              | 0x00 / +0,5                                   | 0x00 / −0,3                                   | 14,44 / +0,1                                  | 14,44        |
| 4     | Elena Panțuroiu         | Rumänien       | 0x00 / +0,2               | 14,19 / +0,7              | 0x00 / −0,2               | 14,38 / +0,4                                  | 0x00 / +0,2                                   | 0x00 / +0,5                                   | 14,38        |
| 5     | Hanna Knjasjewa-Minenko | Israel         | 14,37 / +0,7              | 0x00 / +0,4               | 14,15 / +0,1              | 0x00 / +0,2                                   | 13,65 / −0,3                                  | 13,94 / −0,1                                  | 14,37        |
| 6     | Gabriela Petrowa        | Bulgarien      | 14,12 / +0,3              | 11,61 / +0,5              | 13,92 / −0,2              | 14,25 / −0,7                                  | 14,26 / −0,4                                  | 12,05 / +0,2                                  | 14,26        |
| 7     | Jeanine Assani-Issouf   | Frankreich     | 14,12 / +0,2              | 13,58 / +0,3              | 14,00 / +0,4              | 14,00 / +0,4                                  | 13,72 / −0,1                                  | 13,52 / +0,1                                  | 14,12        |
| 8     | Rouguy Diallo           | Frankreich     | 14,08 / +0,7              | 0x00 / +0,3               | 13,72 / −0,3              | 13,65 / ±0,0                                  | 0x00 / +0,4                                   | 13,87 / +0,1                                  | 14,08        |
| 9     | Kristiina Mäkelä        | Finnland       | 13,93 / −0,4              | 14,01 / −0,1              | 0x00 / +0,1               | nicht im Finale der besten acht Springerinnen | nicht im Finale der besten acht Springerinnen | nicht im Finale der besten acht Springerinnen | 14,01        |
| 10    | Neele Eckhardt          | Deutschland    | 14,01 / +0,2              | 13,83 / −0,1              | 12,31 / +0,2              | nicht im Finale der besten acht Springerinnen | nicht im Finale der besten acht Springerinnen | nicht im Finale der besten acht Springerinnen | 14,01        |
| 11    | Susana Costa            | Portugal       | 13,78 / +0,2              | 13,97 / +0,2              | 13,87 / +0,1              | nicht im Finale der besten acht Springerinnen | nicht im Finale der besten acht Springerinnen | nicht im Finale der besten acht Springerinnen | 13,97        |
| 12    | Naomi Ogbeta            | Großbritannien | 13,94 / +0,1              | 13,59 / −0,1              | 13,23 / +0,2              | nicht im Finale der besten acht Springerinnen | nicht im Finale der besten acht Springerinnen | nicht im Finale der besten acht Springerinnen | 13,94        |

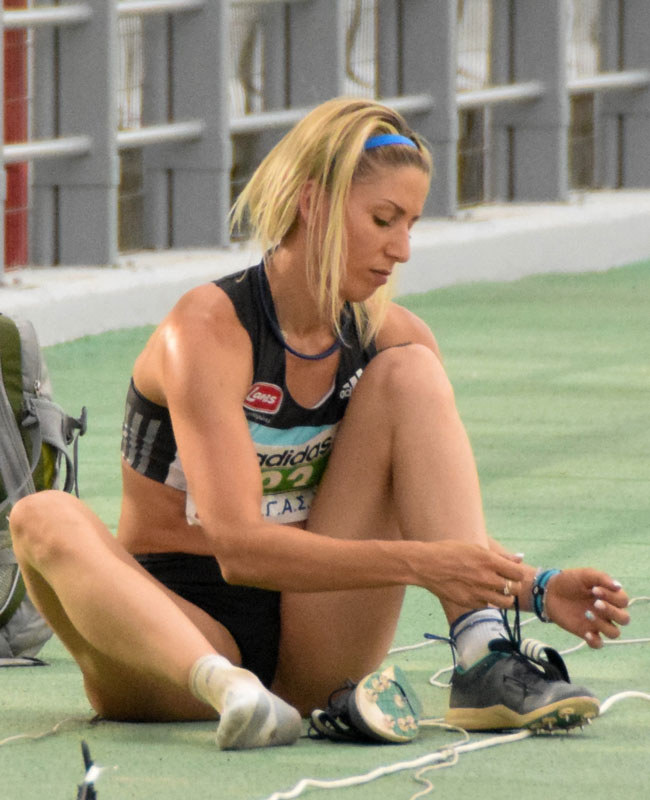
Sieg für Paraskevi Papachristou,
EM-Dritte von 2016

In diesem Wettbewerb gab es ein größeres Feld von Favoritinnen. Dazu gehörten die portugiesische Europameisterin von 2016 und Olympiasechste von 2016 Patrícia Mamona, die Israelin Hanna Knjasjewa-Minenko – unter anderem Vizeeuropameisterin von 2016 und Vizeweltmeisterin von 2015, die ukrainische Olympiadritte von 2012 und Europameisterin von 2012 / 2014 Olha Saladucha sowie die deutsche WM-Fünfte von 2017 Kristin Gierisch.
Es ging sehr eng zu im Dreisprung-Finale. In Runde eins übernahm Gierisch mit 14,45 m die Führung. Zweite war die Spanierin Ana Peleteiro mit 14,42 m vor Knjasjewa-Minenko, die 14,37 m erzielt hatte. Im zweiten Durchgang gelangen der Griechin Paraskevi Papachristou 14,60 m, womit sie an der Spitze lag. Weitere Veränderungen gab es erst in Runde vier. Die Rumänin Elena Panțuroiu sprang 14,38 m. Damit verdrängte sie Knjasjewa-Minenko auf den fünften Platz. Die Bulgarin Gabriela Petrowa erzielte 14,25 m, das bedeutete Rang sechs. Mit ihrem fünften Sprung steigerte sie sich noch einmal um einen Zentimeter, was an ihrer Position jedoch nichts änderte. Weitere Positionsverschiebungen ergaben sich nicht mehr. Im letzten Durchgang verbesserte Peleteiro ihre Spitzenweite auf 14,44 m und blieb damit Dritte.
Europameisterin wurde Paraskevi Papachristou, Kristin Gierisch gewann fünfzehn Zentimeter dahinter Silber. Nur einen Zentimeter weniger hatte Ana Peleteiro als Bronzemedaillengewinnerin auf ihrem Konto. Vierte wurde Elena Panțuroiu, die eine Medaille um sechs Zentimeter verpasste. Nur einen weiteren Zentimeter dahinter folgte Hanna Knjasjewa-Minenko auf Rang fünf. Gabriela Petrowa wurde mit 14,26 m Sechste, ihre Weite lag um elf Zentimeter hinter Knjasjewa-Minenkos Resultat.

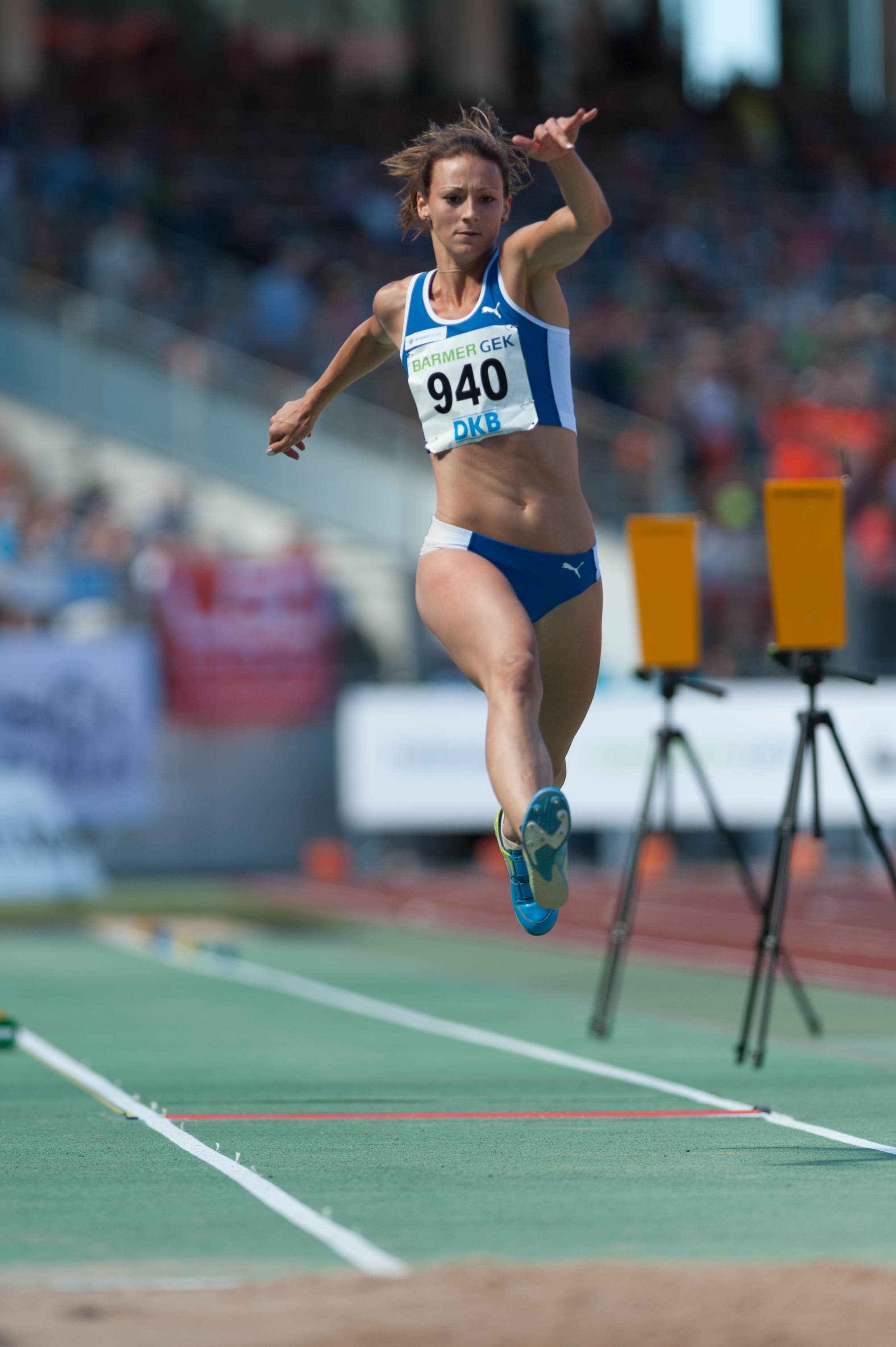
Vizeeuropameisterin Kristin Gierisch
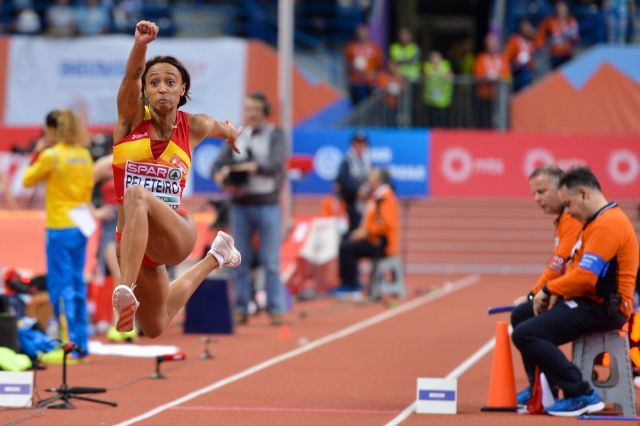
Bronzemedaillengewinnerin Ana Peleteiro

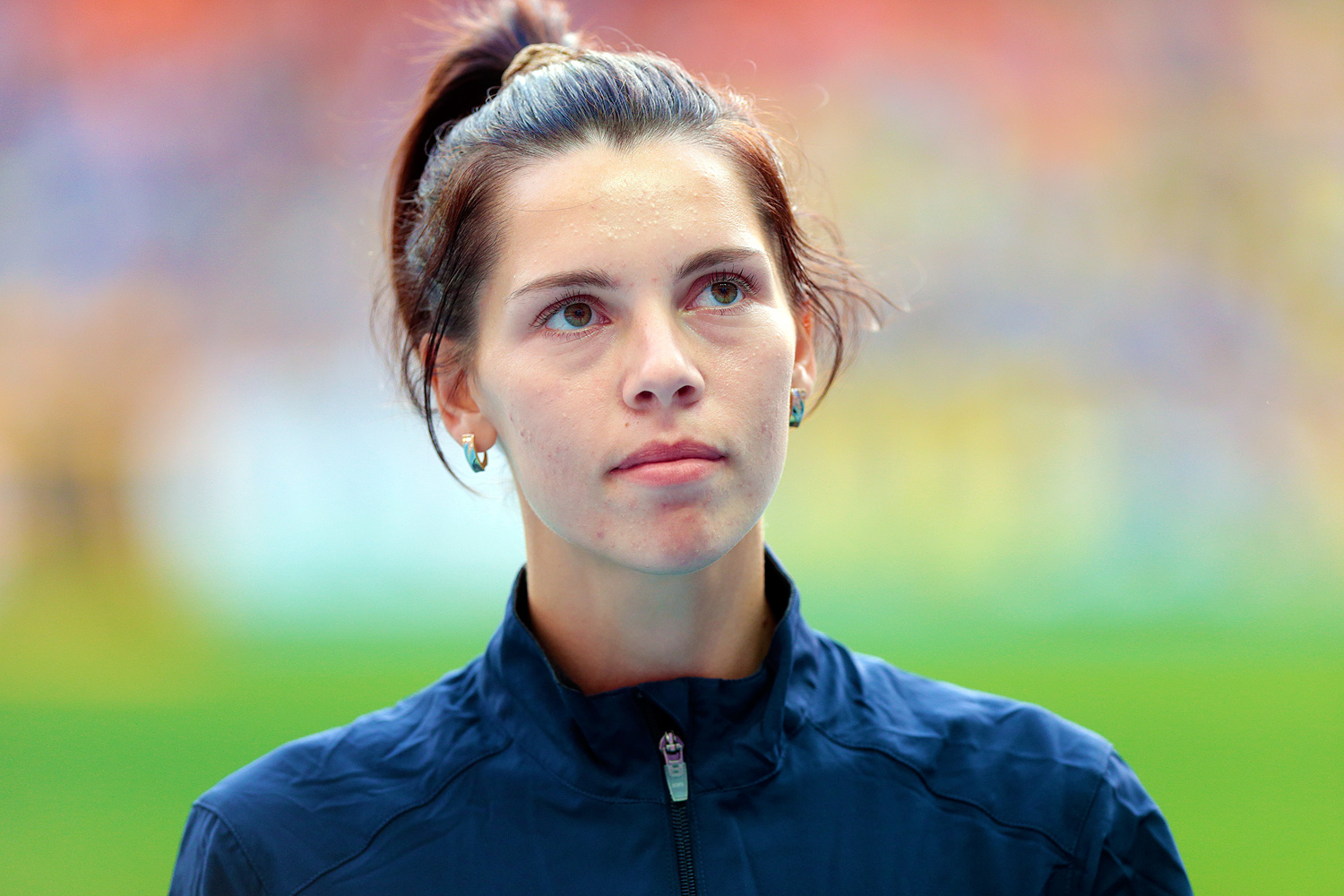
Hanna Knjasjewa-Minenko erreichte den vierten Platz
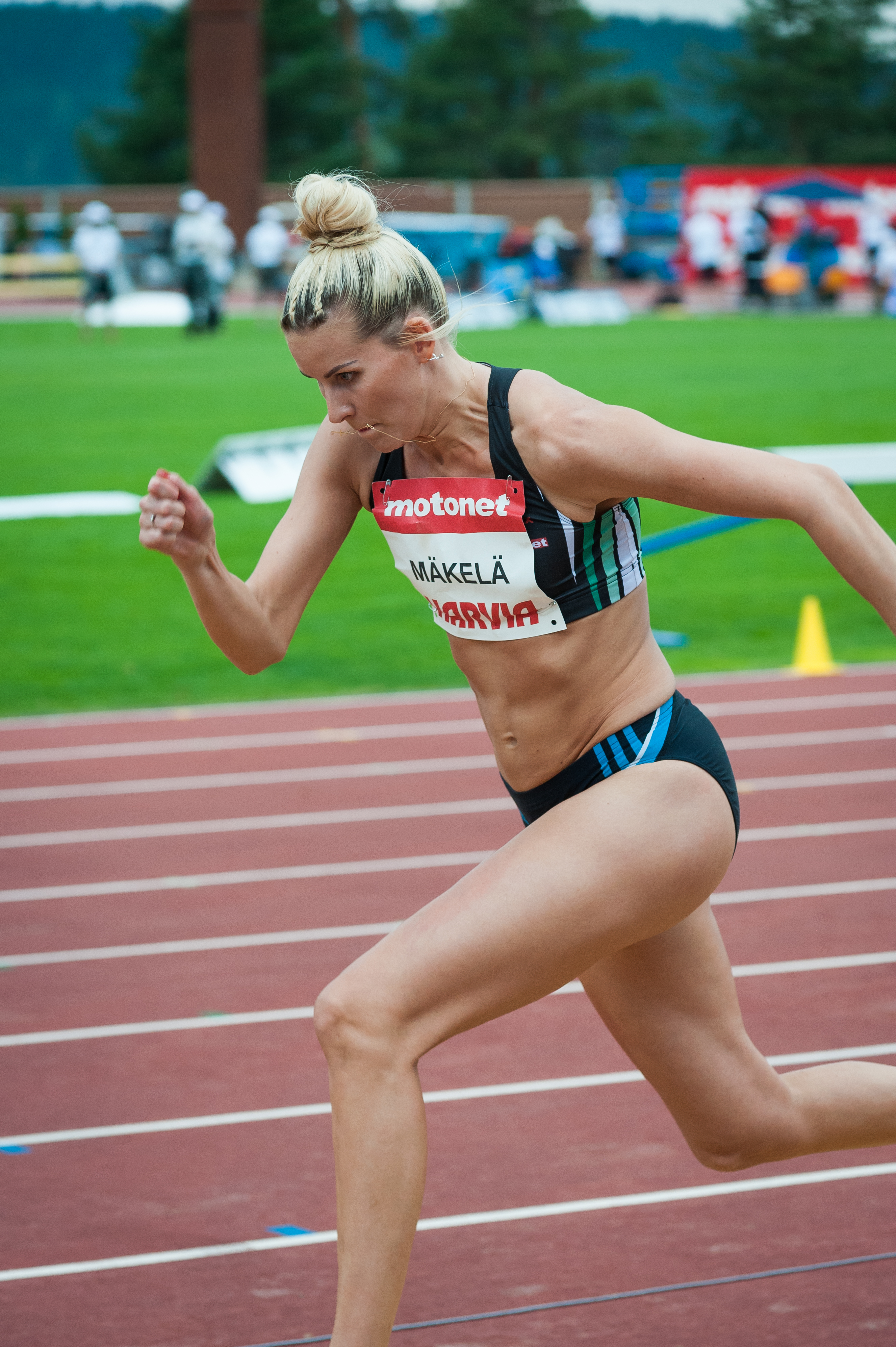
Rang neun für Kristiina Mäkelä
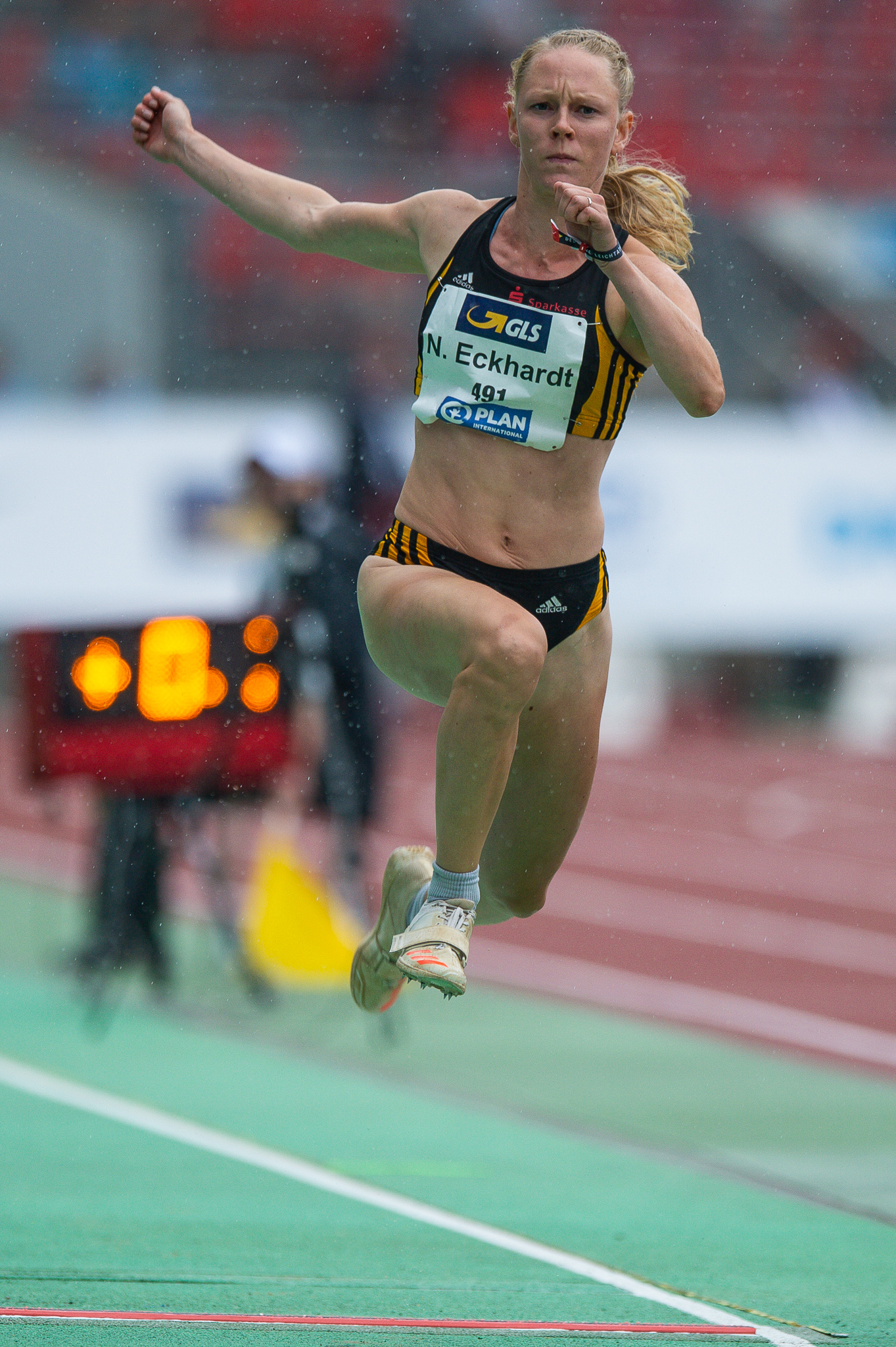
Neele Eckhardt belegte Rang zehn
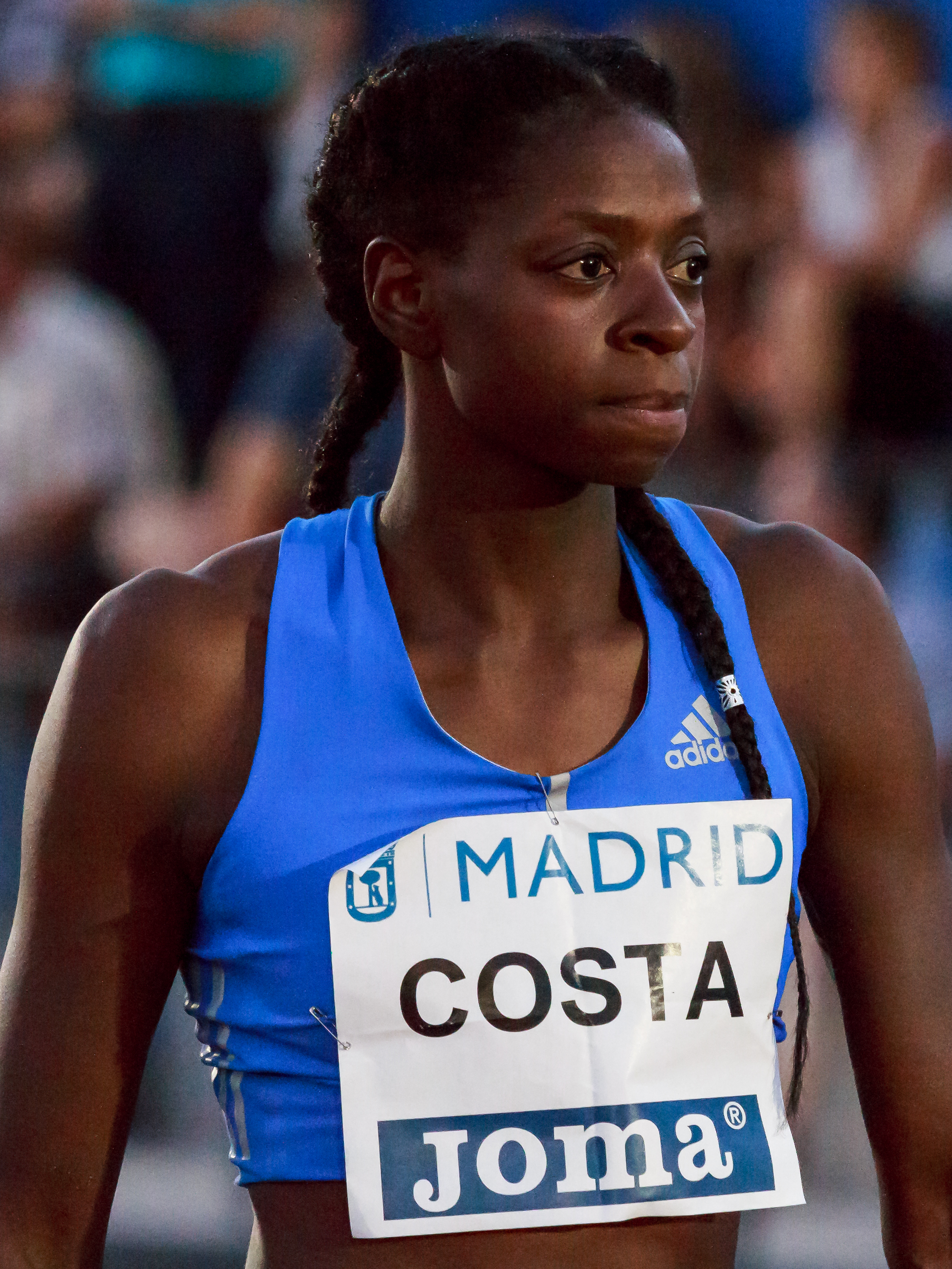
Susana Costa kam auf den elften Platz